# Juan Rodríguez del Toro
Juan Rodrígez del Toro (Caracas, Capitanía General de Venezuela, 12 de julio de 1779 - ibídem, Venezuela, 16 de junio de 1839) fue un prócer de la independencia venezolana y hermano de los generales Francisco Rodríguez del Toro y Fernando Rodríguez del Toro

## Independencia
Al igual que sus hermanos Francisco y Fernando, participó activamente a favor de la causa de la independencia de Venezuela. Fue Diputado por Valencia al Primer Congreso Nacional de Venezuela. En tal carácter fue, junto con sus hermanos, uno de los firmantes del Acta de Independencia de Venezuela del 5 de julio de 1811. Sustituyó a Juan Antonio Rodríguez Domínguez en la presidencia del Congreso y ejercicio la jefatura de dicho cuerpo desde los meses finales de 1811 hasta su disolución en abril de 1812. En tal carácter, fue el primero en rubricar la Constitución de Venezuela de 1811, sancionada bajo su mandato el 21 de diciembre de ese año. Dicha Constitución sería no sólo la primera de Hispanoamérica, sino también uno de los primeros textos constitucionales del mundo. Al anunciar la nueva Constitución a los venezolanos, Rodríguez del Toro en calidad de Presidente del Congreso y Francisco Isnardi en su condición de Secretario del mismo, redactan un mensaje cuyo párrafo final señalaba:

“Pueblo soberano oye la voz de tus mandatarios, el proyecto social que ellos aquí te ofrecen, fue sugerido solo por el deseo de tu felicidad: solo tú debes sancionarlo”.

Rodríguez del Toro fue, igualmente, Coronel del ejército independentista y participó en la Campaña de Valencia de 1812 contra las fuerzas realistas. Caída la Primera República de Venezuela ayudó económicamente a su primo hermano político Simón Bolívar, durante la fase inicial del exilio de aquel. Restituida la República en 1814 bajo el mando de Bolívar, este le encargará una misión en Estados Unidos para la compra de armas. No podrá, sin embargo, dar término a dicha encomienda.

## Época realista
Dominada nuevamente Venezuela por los realistas, esta vez bajo las órdenes del General Pablo Morillo, Juan Rodríguez del Toro regresará a su tierra natal.  En 1820, Morillo le solicitará que participe como comisionado en la negociación del Tratado de Armisticio y Regularización de la Guerra entre el Reino de España y la Gran Colombia en 1820. Ello, en virtud de su cercanía con El Libertador. Este último, al enterarse de la noticia, le escribirá una hermosa carta fechada el 21 de noviembre de ese año.  En ella le señalaba lo siguiente:

"Mi querido Juan: Hoy he tenido una emoción tiernamente agradable al recibir tus letras. Ellas reunieron en un punto muchos recuerdos y sentimientos de mil especies. Al saberte al alcance de mi vista he olvidado que vienes empleado por el enemigo; y sólo he sentido que eres el antiguo, bueno y compasivo Juan Toro. Si el pobre Marqués y Fernando estuvieran aquí con nosotros que agradable momento habrían experimentado (...) Adios, mi querido Juan, recibe un abrazo de tu tierno amigo"

Tal Tratado concluirá con la entrevista y célebre abrazo entre Bolívar y Morillo en Santa Ana de Trujillo, el 27 de noviembre de 1820.

## Etapa republicana
Alcanzada finalmente la independencia de Venezuela, tras la Batalla de Carabobo del 24 de junio de 1821, Juan Rodríguez del Toro permanecerá en Venezuela dedicado a los asuntos privados. Aunque las autoridades republicanas respetaran plenamente su deseo de permanecer en el país, un folleto anónimo de 1824, titulado "Noticias biográficas curiosas", criticará su antigua colaboración con los realistas. Algunos años más tarde la provincia de Carabobo lo elegirá como Diputado a la Convención de Ocaña, a la cual sin embargo no llegará a asistir. En 1829 aparecerá como uno de los fundadores de la Sociedad Económica de Amigos del País, entidad llamada a promover las actividades económicas en Venezuela, dentro de la cual presidirá la comisión de agricultura.

## Matrimonios
Juan Rodríguez del Toro contraerá cuatro matrimonios, a raíz de enviudar en tres ocasiones. Casará en 1806 con Concepción Patiño y Suarez de Urbina, en 1811 con su cuñada Josefa María Patiño y Suarez de Urbina, en 1829 con Dolores Ibarra y Berroterán y, en 1834, con María de Jesús Urbina y Barreto.